# الکساندر ایوانیشین
الکساندر ایوانیشین (انگلیسی: Oleksandr Ivanyshyn؛ زادهٔ ۲۳ سپتامبر ۱۹۷۴) ورزشکار بابسلد اهل اوکراین است.

## حرفه
وی همچنین یکی از ورزشکاران بابسلد در بازی‌های المپیک زمستانی ۲۰۰۲ بوده‌است.